# Mazatianquixco
Mazatianquixco är en ort i Mexiko.   Den ligger i kommunen Ajalpan och delstaten Puebla, i den sydöstra delen av landet, 240 km sydost om huvudstaden Mexico City. Mazatianquixco ligger 2 478 meter över havet och antalet invånare är 607.
Terrängen runt Mazatianquixco är kuperad åt nordost, men åt sydväst är den bergig. Runt Mazatianquixco är det ganska tätbefolkat, med 116 invånare per kvadratkilometer. Närmaste större samhälle är Tecpantzacoalco, 6,1 km nordost om Mazatianquixco. Omgivningarna runt Mazatianquixco är en mosaik av jordbruksmark och naturlig växtlighet.